# 遠藤正明
遠藤正明（1967年8月28日—），宮城縣石卷市出身的男歌手。所屬事務所／唱片公司：HIGHWAY STAR／Lantis（原創專輯發售元）

## 來歷
- 在橫須賀任職酒保期間以樂團「The Hiptones」活動。
- 1993年：3人團體「SHORT HOPES」結成（之後的「STEEPLE JACK」）。
- 1995年：以「Forever Friends」一曲出道，並開始參加影山浩宣的演唱會合聲。
- 1996年：「STEEPLE JACK」解散。
- 1997年：和影山浩宣組成「鋼鐵兄弟」，變身為鋼鐵2號。「SPIRIT LEVEL」結成。因「勇者王我王凱牙」的片頭曲「勇者王誕生！」在動畫歌界出名。
- 2000年：參加「JAM Project」，為創立成員之一。「BLIND PIG」結成。
- 2002年：與影山浩宣、北谷洋組成「MANGA TRIO」（主要在Anipara音樂館的出前Akogi單元活動）。
- 2003年：「Iceberg Lettuce」結成。第一張原創專輯「CHAKURIKU!!」發售。演唱的「爆龍戰隊暴連者」為當時歷代戰隊系列中賣得最好的。
- 2014年：與bamboo、やまけん、鷲崎健等人組成「遠藤會」，並以全新的機器人動畫主題曲「健全機鬥士」正式出道。

## 個人作品

### 單曲
- Forever Friends

アポロン／1995年11月5日
電視動畫『快打旋風II V』插入歌
- Killed by BEAK SPIDER

東芝EMI／1996年7月24日
電視動畫『爆走兄弟Let's & Go!!』插入歌
- A PIECE OF THE SUN（c/w：永遠のその先～You are the best buddies～）

コロムビアミュージックエンタテインメント／1997年8月21日
OVA『B'T X NEO』片頭曲＆片尾曲
- あの河を越えて

ビクターエンタテインメント／1998年11月21日
電視動畫『虹の戦記イリス』片尾曲
- READY, B-FIGHT!

ポリスター／1999年3月3日（“えんどう丸”名義）
電視動畫『爆球連發！！彈珠超人』片頭曲
- 戦士よ、起ち上がれ!（c/w：きっと逢える）

バンダイ・ミュージックエンタテインメント／1999年6月21日
電視動畫『魔裝機神』片頭曲＆印象歌

### 原創專輯
- CHAKURIKU!!

完全無欠のGOファイター!!（Theme Of Endoh）／愛のマニフェスト／独立記念日～脱東北宣言!!～／Going／商売繁盛!!（『えべっさん』印象歌）／Oath～誓い～／White Breath／Ticket to the Paradaise（『Anipara音樂館』主題曲／歌：Anipara音樂館All stars＜影山浩宣・遠藤正明・下川みくに・PSYCHIC LOVER＞）／THIS IS THE ENDOH～Not the End～／JEWEL／HAPPY ICECREAM／戦士よ、起ち上がれ!
2003年11月27日
- M.e.

BIG MOUTH／ラストドライブ／GOSSIP～お気に召すままに～／gr/reg／Re：START／Carry on＜『M.e.』Album ver.＞（PC遊戲『マブラヴオルタネイティヴ』插入歌）／流離-SASURAI-／LIMITER／my beloved／あいのたね／Outbreak／CLOWN（電視動畫『よみがえる空 -RESCUE WINGS-』插入歌）／メッセージ／OH セニョーラ！～恋のアルハムブラ宮殿～
2006年11月29日
- CIRCUS MAN

"CIRCUS MAN"／LIFE ／会いたくて ～I miss you～ ／I will…／のーま～く！／NEVER MIND／祈 -inori-／ROCK ME／侍ハリケーン／FLASH THE NIGHT（特攝『甜心戰士 THE LIVE』插入歌）／愛っていったいナンデスカ？ ／Thank you ／チクタク
2009年4月29日

### 其他
- yeah! yeah! yeah!（OVA『真蓋特機器人對NEO蓋特機器人』片尾曲）
- 海の唄空の声（電視動畫『南國少年奇小邪』印象歌）
- 勇者王誕生!／GGGマーチ／Power of Desire／希望の船を追いかけて（電視動畫『勇者王我王凱牙』片頭曲／插入歌／印象歌）
- 合体！ゲッターロボ（OVA『真蓋特機器人 世界最後之日』印象歌）
- Can't Stop（PS遊戲『蓋特機器人大決戰！』片頭曲）
- Good-bye to yesterday（電視動畫『魔裝機神』印象歌）
- ゲートキーパーズ1970（PS遊戲『捍衛者1970』主題曲）
- Get up! Stand up!／SAVING THE WORLD～夢は野望に負けない～／超重甲!（特攝劇『ビーファイ*ターカブト』印象歌）
- 爆闘宣言！ダイガンダー／GET A VICTORY!（電視動畫『爆鬥宣言大鋼彈』片頭曲／插入歌）
- SAGA（OVA『新蓋特機器人』印象歌）
- THE WINNER（PS遊戲『超級機器人大戰F完結編』印象歌） - OVA『機動戰士鋼彈0083：星塵作戰回憶錄』片頭曲翻唱
- シージェッター海斗（特攝劇『シージェッター海斗』主題曲）
- 少年記II～I Leave My Heart～（『聖鬥士星矢』印象歌）
- Stray Knights' Courage（PS遊戲『マスモンKIDS』片頭曲）
- ZORRO／誓い（電視動畫『快傑蘇落』片頭曲／片尾曲）
- 太陽の赤い涙～New Generation Herors～（OVA『超人学園ゴウカイザー』第一首主題曲）
- ダッシュ! ヒカリアン（電視動畫『電光快車俠』主題曲）
- DESTINY（OVA『極速戰警』插入歌）
- デカブレイク全開!!（特攝劇『特搜戰隊刑事連者』印象歌）
- ゴウライジャー～今、ふりかえるとき～（特攝劇『忍風戰隊破裏劍者』插入歌）
- 爆竜戦隊アバレンジャー／爆竜合体! アバレンオー（特攝劇『爆龍戰隊暴連者』片頭曲／印象歌）
- 魔神合体! マジキング（特攝劇『魔法戰隊魔連者』插入歌）
- 闇・影・光（PS遊戲『シーバス 1-2-3～DESTINY! 運命を変える者!～』片頭曲）
- LIVE in Baghdad（電視動畫『星際牛仔』插入歌）
- LET ME GO!（劇場版動畫『極速戰警』插入歌）
- Anipara音樂館主題曲集 Go! Go! Paradise!!（影山浩宣・遠藤正明・PSYCHIC LOVER・下川みくに・近江知永）
- 超絶合体SRDロボット／主題曲（柏青哥機サンセイR&D製『CR超絶合体SRD』原創曲）
- 轟轟生徒会タンケンジャー!（週刊少年SUNDAY應募者全員大放送「旋風管家」熱血廣播劇ＣＤ「轟轟生徒会タンケンジャー!VS恐怖のドンペリ怪人ユキジン」
- ご唱和ください 我の名を！（特攝劇『超人力霸王Z』主題曲）
- 爆上戦隊ブンブンジャー（特攝劇『爆上戰隊BoonBoomger』主題曲）

片尾曲
- Clear Mind（電視動畫『遊戲王5D's』插入歌）
- BELIEVE IN NEXUS（電視動畫『遊戲王5D's』片頭曲）
- 明日への道〜Going my way!!〜 （電視動畫『遊戲王5D's』片頭曲）
- YAKUSOKU NO MELODY（電視動畫『遊戲王5D's』插入歌）
- Fellows（OVA『Carnival Phantasm』片尾曲）

此條目或章節包含有關正在播出的電視系列節目的資訊。
它包括基於以播出節目中的環境、節目贊助、節目的網站或其他公開資訊。本頁內容可能會隨節目的播出而發生變化，並增加更多有效資訊。

## 出演

### 電視
- Anipara音樂館（主持人）

### 廣播
- アキバチック天国（畢業）
- スパロボOGネットラジオ うますぎWAVE（BEAT☆Net Radio!、ランティスウェブラジオ）
- 遠藤正明のキャララジオ～まる出し版～（キャラジオ）

## 其他

### 華人地區活動
- 2007年5月12日，與影山浩宣於台灣大學綜合體育館舉辦演唱會「極限燃燒～Maximum Burning～」。
- 2007年5月18－19日，與水木一郎、堀江美都子、MIQ、影山浩宣至香港舉辦演唱會「日本動畫歌謠祭」（ANIME JAPAN FES 2007）。
- 2007年6月3日，與松本梨香、北谷洋於上海新天地ARK舉行演唱會「BURNING GLOW」。
- 2008年作为JAM Project的一员在JAM Project WORLD FLIGHT 2008先后登陆台北(6.1),北京(10.2),上海(10.5),香港(10.7)。

## 外部連結
- （日語） 官方部落格「えんちゃんねる」 （页面存档备份，存于）
- （日語） 遠藤正明 - 動畫歌手資料庫 （页面存档备份，存于）